# Standard-FIS-Abfahrt
Die Standard-FIS-Abfahrt ist eine Skirennstrecke oberhalb von Pfronten in Deutschland und war von
1973 bis 1987 Schauplatz des Alpinen Skiweltcups der Damen. Die Piste kann heute weiterhin im normalen Skibetrieb befahren werden.

## Geschichte
Auf der Piste wurden vorwiegend Abfahrtswettbewerbe ausgetragen, jedoch auch zwei Super G-, zwei Riesenslalom- und zwei Slalomwettbewerbe sowie eine Kombination.

## Podestplätze
(Quelle:)

### Abfahrt
| Datum      | 1. Platz              | 2. Platz            | 3. Platz          |
| ---------- | --------------------- | ------------------- | ----------------- |
| 09.01.1973 | Annemarie Moser-Pröll | Monika Kaserer      | Irmgard Lukasser  |
| 10.01.1973 | Annemarie Moser-Pröll | Irmgard Lukasser    | Ingrid Gfölner    |
| 05.01.1974 | Annemarie Moser-Pröll | Wiltrud Drexel      | Betsy Clifford    |
| 07.01.1977 | Annemarie Moser-Pröll | Marie-Theres Nadig  | Irene Epple       |
| 06.01.1978 | Annemarie Moser-Pröll | Cindy Nelson        | Doris De Agostini |
| 07.01.1978 | Annemarie Moser-Pröll | Monika Kaserer      | Irmgard Lukasser  |
| 04.02.1979 | Cindy Nelson          | Caroline Attia      | Irene Epple       |
| 06.01.1980 | Annemarie Moser-Pröll | Marie-Theres Nadig  | Hanni Wenzel      |
| 07.01.1980 | Marie-Theres Nadig    | Cornelia Pröll      | Doris De Agostini |
| 08.01.1981 | Cornelia Pröll        | Doris De Agostini   | Holly Flanders    |
| 16.01.1987 | Michela Figini        | Regine Mösenlechner | Maria Walliser    |

### Super G
| Datum      | 1. Platz          | 2. Platz      | 3. Platz       |
| ---------- | ----------------- | ------------- | -------------- |
| 13.01.1985 | Michela Figini    | Marina Kiehl  | Maria Walliser |
| 17.01.1987 | Catherine Quittet | Traudl Hächer | Marina Kiehl   |

### Riesenslalom
| Datum      | 1. Platz      | 2. Platz           | 3. Platz        |
| ---------- | ------------- | ------------------ | --------------- |
| 06.01.1974 | Kathy Kreiner | Lise-Marie Morerod | Fabienne Serrat |
| 08.01.1982 | Irene Epple   | Erika Hess         | Maria Epple     |

### Slalom
| Datum      | 1. Platz        | 2. Platz        | 3. Platz     |
| ---------- | --------------- | --------------- | ------------ |
| 03.02.1979 | Hanni Wenzel    | Fabienne Serrat | Regina Sackl |
| 14.01.1984 | Paoletta Magoni | Brigitte Oertli | Daniela Zini |

### Kombination
| Datum      | 1. Platz              | 2. Platz        | 3. Platz     |
| ---------- | --------------------- | --------------- | ------------ |
| 04.02.1979 | Annemarie Moser-Pröll | Fabienne Serrat | Hanni Wenzel |